# Bastion d'Aumale
Le bastion d'Aumale est un bâtiment située à Châlons-en-Champagne, en France.

## Localisation
Il se trouve sur le boulevard Emile Zola et adossé au quartier Tirlet.

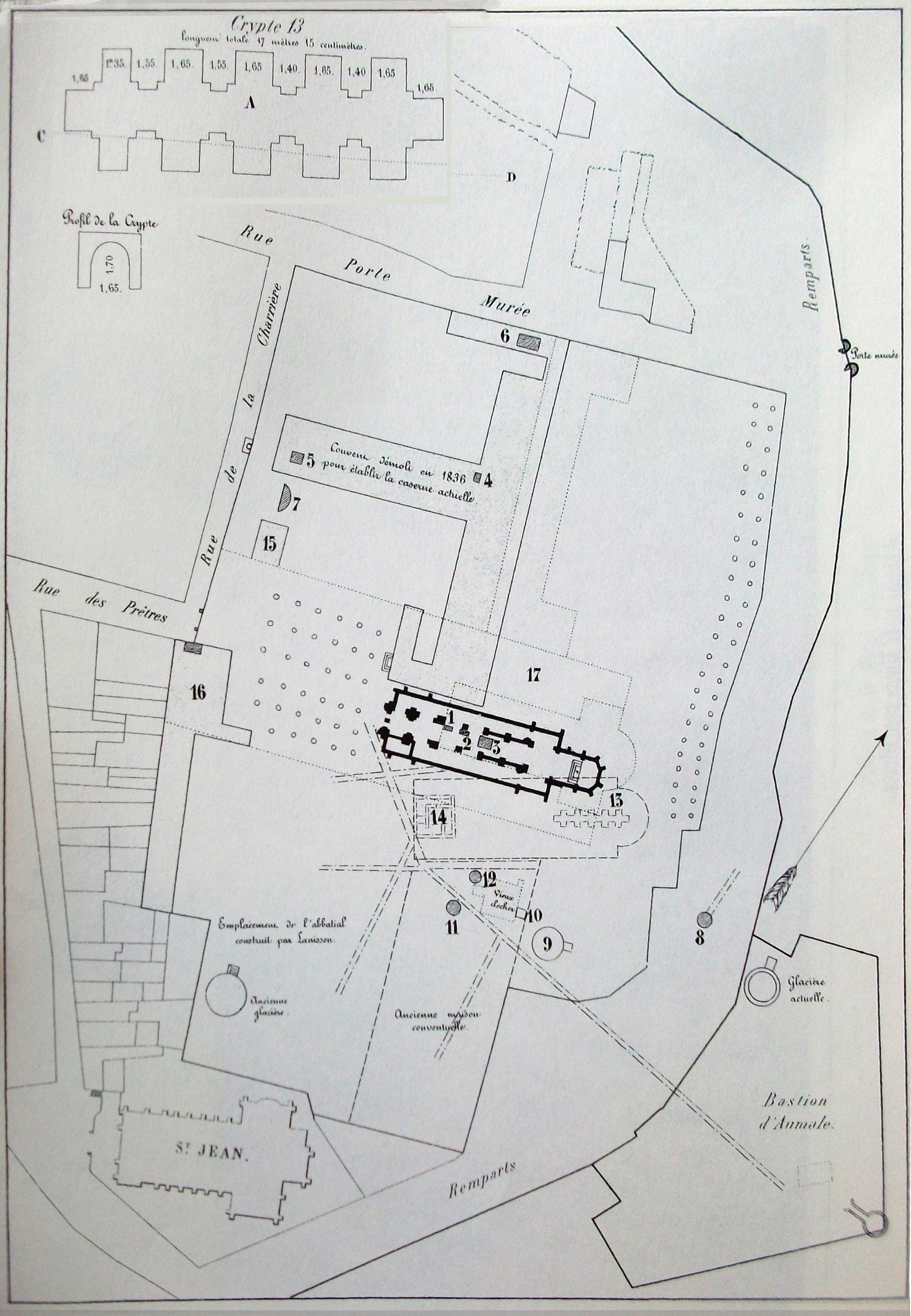
Relevé au XIXe siècle des fortifications autour de la caserne Tirlet.

## Histoire

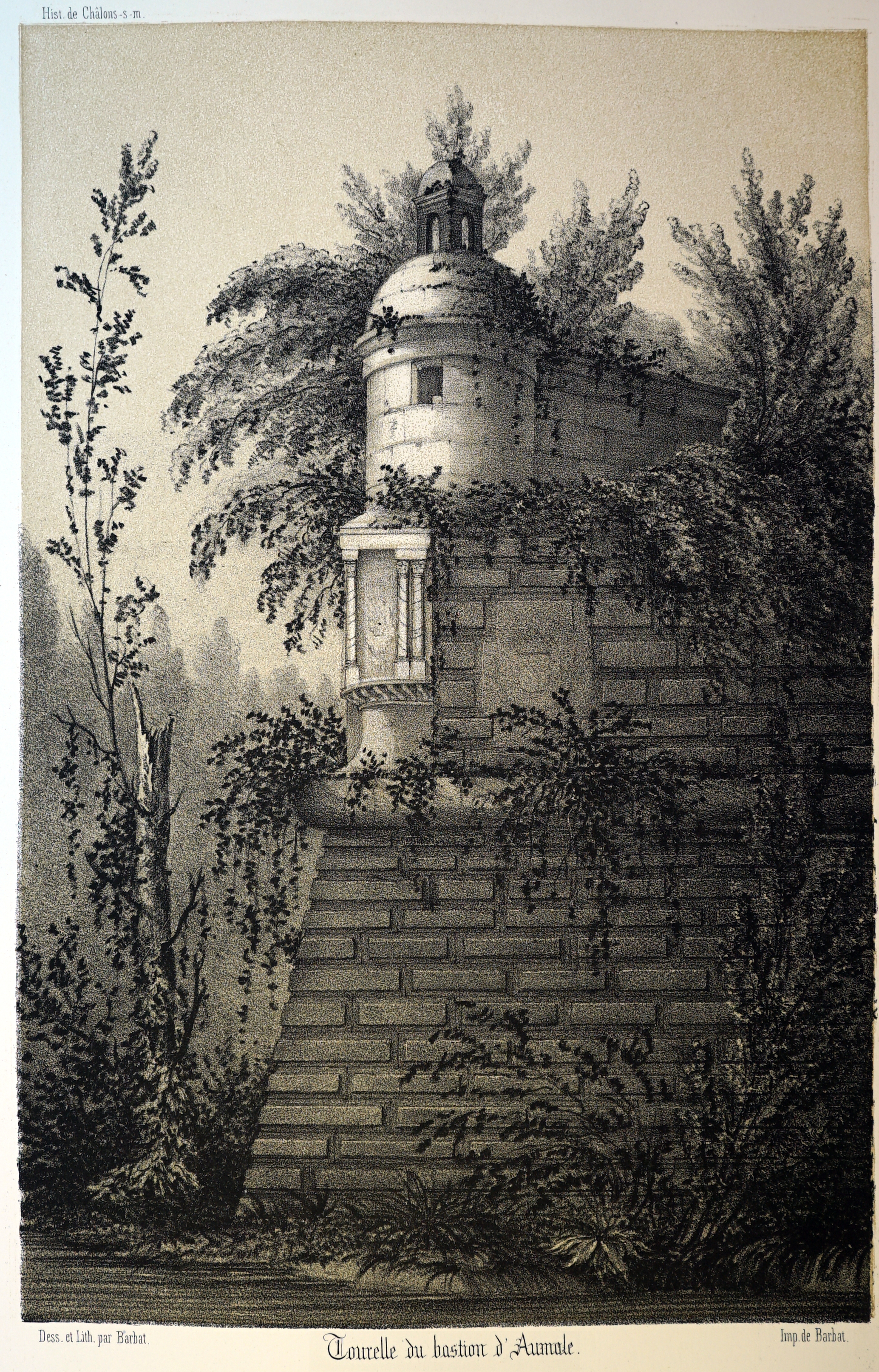
Vue par Louis Barbat, XIXe siècle.

C'est l'une des dernières traces de la ceinture fortifiée qui entourait la ville de Châlons, sous sa forme actuelle l'ouvrage est dû aux remaniements du XVIe siècle qui devait répondre aux progrès de l'artillerie. Remonté en 1544 puis en 1563 ces travaux effectués sous le commandement du duc Claude d'Aumale, lieutenant général du roi en Champagne et en Brie.
En 1876 il est aux mains du génie pour les casernes de la cité Tirlet.
Le bastion est inscrit au titre des monuments historiques en 1929.